# Réaction de Voges-Proskauer
La réaction de Voges-Proskauer est une réaction utilisée pour mettre en évidence la voie fermentaire du butane-2,3-diol lors de l'identification biochimique des entérobactéries.

## Le principe du test
La réaction de Voges-Proskauer a été développé par Daniel Wilhelm Otto Voges et Bernhard Proskauer, des bactériologistes allemands en 1898 à l'Institut Robert-Koch. Cette réaction permet de mettre en évidence l'acétoïne (ou 3-hydroxybutan-2-one). L'oxydation à l'air de cette dernière en milieu alcalin (hydroxyde de potassium) produit de la butanedione (diacétyle) selon la réaction :
{\displaystyle 2\ \mathrm {H_{3}C\!-\!CHOH\!-\!CO\!-\!CH_{3}} +\mathrm {O} _{2}\xrightarrow {\mathrm {OH^{-}} } 2\ \mathrm {H_{3}C\!-\!CO\!-\!CO\!-\!CH_{3}} +2\ \mathrm {H_{2}O} }
En présence d'α-naphtol (napht-1-ol), la butanedione donne une réaction colorée spécifique rouge-rose dont l'intensité est augmentée par la créatine.
Le test de Voges-Proskauer est effectué en ajoutant de l'alpha-naphtol et de l'hydroxyde de potassium au bouillon Voges-Proskauer (qui est un bouillon glucose-phosphate) inoculé avec des bactéries. Le test dépend de la digestion du glucose en acétylméthylcarbinol. En présence d'oxygène et de base forte, l'acétylméthylcarbinol est oxydé en diacétyle, qui réagit ensuite avec les composés de guanidine que l'on trouve couramment dans le milieu peptoné du bouillon. L'alpha-naphtol agit comme un rehausseur de couleur, mais le changement de couleur vers le rouge peut se produire sans lui.

### Procédure
Ajoutez d'abord l'alpha-naphtol ; puis ajouter l'hydroxyde de potassium. Une inversion de l'ordre des réactifs ajoutés peut entraîner une réaction faiblement positive ou faussement négative. La réaction de Voges-Proskauer n'est parfois positive qu'à 22 °C et donc lorsque les bactéries sont incubées à 37 °C, il faut parfois attendre plus longtemps pour éviter d'avoir un faux négatif.
VP est l'un des quatre tests de la série IMViC, qui teste la présence d'une bactérie entérique. Les trois autres tests comprennent : le test à l'indole [I], le test au rouge de méthyle [M] et le test au citrate [C].

### Résultats
Une couleur rouge cerise indique un résultat positif, tandis qu'une couleur jaune-brun indique un résultat négatif.
Les bactéries VP positives incluent les Enterobacter, Klebsiella, Serratia marcescens, Hafnia alvei, Vibrio cholerae biotype El Tor, et Vibrio alginolyticus.
Les bactéries VP négatives incluent les Escherichia coli, Citrobacter sp., Shigella, Yersinia, Edwardsiella, Salmonella, Vibrio furnissii, Vibrio fluvialis, Vibrio vulnificus, et Vibrio parahaemolyticus,.